# 75 лет Житомирской области (монета)
75 лет Житомирской области — памятная монета номиналом 5 гривен, выпущенная Национальным банком Украины. Посвящена Житомирской области — краю, расположенному в центре Украины на границе лесостепи и Полесья. Основа экономического потенциала Житомирской области — многоотраслевое сельское хозяйство (выращивание зерновых культур, хмеля, льна), фарфорово-фаянсовая промышленность. Также она богата на такие природные ресурсы, как гранит, ильменит, кварцит, мрамор.
Монета была введена в оборот 29 ноября 2012 года. Принадлежит к серии «Области Украины».

## Описание монеты и характеристики
| Номинал грн. | Металл                  | Масса, г | Диаметр, мм | Качество изготовления     | Гурт                 | Тираж, штук |
| ------------ | ----------------------- | -------- | ----------- | ------------------------- | -------------------- | ----------- |
| 5            | никелевый сплав, нордик | 9,4      | 28,0        | специальный анциркулейтед | рифление по секторам | 15 000      |

### Аверс
На аверсе монеты расположено: вверху малый Государственный Герб Украины, по кругу надписи: «НАЦІОНАЛЬНИЙ БАНК УКРАЇНИ» (вверху), «П’ЯТЬ ГРИВЕНЬ» (внизу), в центре изображена стилизованная композиция — декоративная тарелка, шишечки хмеля и льна, памятник Сергею Королёву и водонапорную башню, справа от которой год чеканки монеты — «2012», логотип Монетного двора Национального банка Украины.

### Реверс
На реверсе монеты изображён герб области и по кругу расположены надписи: «ЖИТОМИРСЬКА ОБЛАСТЬ» (вверху), «ЗАСНОВАНА У 1937 РОЦІ» (внизу).

## Авторы
- Художник — Иваненко Святослав.
- Скульптор — Иваненко Святослав.

## Стоимость монеты
Во время введения монеты в оборот в 2012 году Национальный банк Украины реализовывал монету через свои филиалы по цене 19 гривен.
Фактическая приблизительная стоимость монеты с годами изменялась так:
| Год        | 2013 | 2014 | 2015 | 2016 | 2017 | 2018 | 2019 |
| ---------- | ---- | ---- | ---- | ---- | ---- | ---- | ---- |
| Цена, грн. | 125  | 139  | 300  | 500  | 1100 | 2100 | 1850 |